# Saverio Valente
Saverio Valente (fl. XVIII-XIX secolo) è stato un compositore italiano, attivo a Napoli tra la fine del XVIII e l'inizio del XIX secolo.

## Vita
Compì gli studi musicali presso il Conservatorio della Pietà di Napoli, dove in seguito fu anche professore. Più tardi divenne insegnante al Real Collegio di Musica di San Pietro a Maiella, dove tra i suoi allievi ebbe Carlo Coccia e Luigi Lablache. Fu inoltre maestro di cappella nella chiesa di San Francesco Saverio, per la quale compose opere sacre.

## Composizioni
- Improperi a 4 voci pel venerdì santo
- Messa a 4 voci e più stromenti
- Messa a 5 voci e più stromenti
- Tratti delle tre profezie del sabato santo
- Vespere del sabato santo a 4 voci col basso continuo
- Credo a 4 voci con organo
- Oratorio per il S. Natale a più voci e più stromenti
- Esercizi di solfeggio a quattro voci

Si conoscono inoltre una raccolta di Partimenti e un metodo di contrappunto.